# Bykowe
Bykowe – określenie należności lub podatku, mające w różnych okresach historycznych odmienne znaczenie.
W XVI wieku bykowym nazywano opłatę wnoszoną właścicielowi byka za krycie krów. W ten sposób w XVI i XVII wieku określano także karę za spłodzenie nieślubnego dziecka. Na początku XX wieku słowniki odnotowują także bykowe w znaczeniu „datek pasterzowi za odchowanie krowy” oraz „opłata muzykantom na weselu, uiszczana przez tego, kto chce tańczyć z panną młodą”.
W Polsce w okresie po 1945 roku potocznie nazywano w ten sposób podatek (a właściwie podwyższoną kwotę podatku dochodowego) płacony przez osoby bezdzietne, nieżonate i niezamężne powyżej 21. roku życia (od 1 stycznia 1946 do 29 listopada 1956), a później powyżej 25. roku życia (do 1 stycznia 1973).